# Kacper Józef Nieborowski
Kacper Józef Nieborowski herbu Prawdzic (ur. ok. 1760) – starosta goszczyński, deputowany czerski do Komisji Porządkowej Księstwa Mazowieckiego, dyrektor mennicy w czasie insurekcji kościuszkowskiej 1794 roku, konsyliarz ziemi warszawskiej w konfederacji targowickiej w 1792 roku, deputat na Trybunał w 1791 roku.